# David Mayer de Rothschild
David Mayer de Rothschild (* London, 25. kolovoza 1978.), britanski pustolov i ekolog, izdanak engleske linije dinastije Rothschilda, poznat po pustolovnom podvigu recikliranim brodom Plastiki, kojim je oplovio Tihi ocean 2010. godine. Aktivno se bavi podizanjem svijesti o negativnim učincima klimatskih promjena na život na Zemlji. Njegovo bogatstvo procjenjuje se na 10 milijardi $.

## Životopis
Rodio se kao drugo od troje djece i drugorođeni sin u obitelji Sir Evelyna de Rothschilda (r. 1931.) i Victorije Lou Schott (r. 1949.). Ima stariju sestru Jessicu de Rothschild (r. 1974.) i starijeg brata Anthonyja Jamesa (r. 1977.). Njegov djed bio je Anthony Gustav de Rothschild (1887. – 1961.), a pradjed Leopold de Rothschild (1845. – 1917.), najmlađi sin Lionela de Rothschilda (1808. – 1879.), čiji je otac Nathan Mayer Rothschild (1777. – 1836.) bio utemeljitelj engleske loze obitelji Rothschild i sin osnivača obitelji Mayera Amschela Rothschilda (1744. – 1812.).
Diplomirao je prirodnu medicinu na koledžu Naturopathic Medicine u Londonu, 2002. godine. U ranoj mladosti je započeo vlastiti biznis u glazbenoj industriji i prodao ga u dobi od dvadeset godina, da bi se bavio ekologijom. Osnovao je Myoo Agency, marketnišku agenciju za održivo poslovanje.
Godine 2006. osnovao je ekološku zakladu Sculpt the Future Foundation Ltd., koja je 2019. godine promijenila imeu Voice for Nature Foundation Ltd.
Izumitelj je plovila Plastiki koji je primjer održivog plovila napravljenog od recikliranog materijala. S tim brodom, koji je bio napravljen od 12,500 komada recikliranih plastičnih boca i drugog PET materijala, oplovio je 2010. godine Tihi ocean s još petoricom članova posade s ciljem ukazivanja na probleme morskog zagađenja, globalnog zatopljenja i rasta razine mora. Na putovanje su krenuli u ožujku iz San Francisca, SAD, a na konačan cilj, u Sydney, Australija, stigli su krajem srpnja.